# George Pratt (2e marquis Camden)
George Charles Pratt, 2e marquis Camden, (2 mai 1799 - 6 août 1866) est un pair britannique et un homme politique conservateur, titré vicomte Bayham de 1794 à 1812 et comte de Brecknock de 1812 à 1840.

## Biographie
Il est le fils de John Pratt (1er marquis Camden), fils aîné de Charles Pratt (1er comte Camden). Sa mère est Frances Molesworth, fille de William Molesworth de Wembury, Devon (deuxième fils de John Molesworth, 4e baronnet).
En 1821, il devient député conservateur de Ludgershall, puis de Bath en 1830 et enfin de Dunwich en 1831. Il est également Lord de l'amirauté de 1828 à 1829.
Le 8 janvier 1835, il est appelé à la Chambre des lords pour la baronnie de son père, Camden, et se marie plus tard, le 27 août, avec Harriet Murray (1813-1854), fille de George Murray, évêque de Rochester. Sa femme est ensuite nommée dame de la chambre à coucher de la reine et ils ont onze enfants.
En 1840, il hérite des titres de son père. Il est nommé Chevalier de la Jarretière en 1846 et Lord Lieutenant du Brecknockshire en 1865.
Il est décédé à Bayham Abbey, près de Tunbridge Wells le 6 août 1866, après avoir présidé quelques jours auparavant à la réunion annuelle de la Kent Archaeological Society à Ashford. Ses titres sont transmis à son fils aîné, John Pratt (3e marquis Camden).

## Sources
- Cokayne et al., L'intégralité de la pairie